# Paul Casimir Marcinkus
Paul Casimir Marcinkus (* 15. Januar 1922 in Cicero, Illinois; † 20. Februar 2006 in Sun City, Arizona) war ein US-amerikanischer katholischer Erzbischof und Direktor der Vatikanbank von 1971 bis 1989.

## Leben
Paul Marcinkus, Sohn litauischer Einwanderer in den USA, wuchs in Cicero, einer Vorstadt Chicagos, auf. Er erhielt am 3. Mai 1947 in Chicago die Priesterweihe. Durch die Vermittlung Kardinal Stritchs bekam Marcinkus 1952 einen Posten im Vatikan. Am 21. Juni 1963 verlieh ihm Papst Paul VI. den Ehrentitel Überzähliger Geheimkämmerer Seiner Heiligkeit (Monsignore) und am 8. Dezember 1964 den Titel Hausprälat Seiner Heiligkeit. Am 24. Dezember 1968 wurde er von Paul VI. zum Titularerzbischof von Horta ernannt und von ihm am 6. Januar 1969 geweiht; Mitkonsekratoren waren die damaligen Kurienerzbischöfe Sergio Pignedoli und Ernesto Civardi. Zuvor war Marcinkus als Leibwächter Papst Pauls VI. tätig gewesen; in dieser Zeit erhielt er auch seinen Spitznamen „The Gorilla“. 1970 retteten er und Pasquale Macchi dem Papst bei einem Attentat auf den Philippinen das Leben. Marcinkus war von 1971 bis 1989 Direktor des Istituto per le Opere di Religione, der „Vatikanbank“. In diesen Zeitraum fällt der Zusammenbruch der Banco Ambrosiano 1982, die enge Geschäftsverbindungen mit der Vatikanbank unterhielt.
Der Präsident der Ambrosiano, Roberto Calvi, tauchte unter, aber am 18. Juni 1982 fand man ihn unter der Blackfriars Bridge in London hängend, die Taschen mit Ziegelsteinen gefüllt. Am selben Tag stürzte Calvis Sekretärin, Graziella Corrocher, aus einem Fenster der Bank in Mailand zu Tode. In beiden Fällen sprach man sowohl von Suizid als auch von Mord.
Der Rechtsanwalt Michele Sindona, enger Freund von Marcinkus und ebenfalls für die Ambrosiano tätig, starb am 22. März 1986 im Gefängnis an einer Zyanidvergiftung.
Während der Untersuchung der Unregelmäßigkeiten in der Banco Ambrosiano fand man heraus, dass Calvi und seine Helfer mehr als 200 „Geisterbanken“ gegründet hatten, Geldinstitute, die nur in seinen Büchern existierten, aber ein Labyrinth der Verwirrung schufen für die, die versuchten, zum Kern dieser Verschwörung vorzudringen. Eine echte Bank, Cisalpina auf den Bahamas, von Calvi und Erzbischof Marcinkus verwaltet, war anscheinend tief darin verstrickt, Kokaingelder aus Lateinamerika mit Hilfe der World Finance Corporation in Miami zu waschen.
Zeitweise konnte Marcinkus den Vatikan nicht verlassen, da es einen Haftbefehl gegen ihn gab. Die Vatikanbank zahlte 241 Millionen US-Dollar als Entschädigung an 120 Gläubiger der bankrotten Privatbank – „in Anerkennung moralischer Mitbeteiligung“, wie der Heilige Stuhl verlauten ließ.
Sabrina Minardi, die Ex-Geliebte von Mafia-Boss Renatino De Pedis, behauptet laut Presseberichten, De Pedis habe 1983 die 15-jährige Emanuela Orlandi im Auftrag von Erzbischof Marcinkus entführt.
1990 trat Marcinkus als Pro-Präsident der Päpstlichen Kommission für den Staat der Vatikanstadt zurück und zog sich in die Stadt Sun City, einer Vorstadt von Phoenix im US-Bundesstaat Arizona, zurück. Er arbeitete dort bis zu seinem Tode als Vikar in der Pfarrei St. Clemens und bewohnte ein Haus am Rande eines Golfplatzes.
Die Affäre wurde 2001 unter dem Titel I Banchieri Di Dio mit Rutger Hauer als Marcinkus verfilmt.